# جاكي شانز أكشن كونغ فو
جاكي شانز أكشن كونغ فو (بالإنجليزية: Jackie Chan's Action Kung Fu)‏ ، هي لعبة فيديو إلكترونية من نوع مغامرات وأكشن، أنتجت سنة 1990م، ويدور شخصية بطل اللعبة للممثل الهوليودي في هونغ كونغ جاكي شان.

## وصلة خارجية
- Jackie Chan's Action Kung Fu على موبي غيمز